# Багхпат
Багхпат (англ. Baghpat) — город в западной части штата Уттар-Прадеш, Индия. Административный центр округа Багхпат.

## География
Абсолютная высота — 222 метра над уровнем моря. Расположен на берегах реки Джамна, в 52 км от города Мератх, 40 км от Дели и 128 км от Сахаранпура.

## Население
По данным на 2013 год численность населения составляет 53 339 человек. По данным переписи 2001 года доля мужчин в городе составляет 53 %, доля женщин — 47 %. 13 % населения — лица в возрасте младше 6 лет.
Динамика численности населения города по годам:
| 1991   | 2001   | 2013   |
| ------ | ------ | ------ |
| 24 939 | 36 384 | 53 339 |

## Транспорт
Через город проходит главное шоссе, ведущее из Дели в Сахаранпур.